# 棘の街
『棘の街』（とげのまち）は、堂場瞬一による日本の警察小説。ひとりの刑事の、自分のミスで被害者死亡の結末となった誘拐事件の解決と、忌避してきた自分の過去の思いの対峙を、ハードボイルドタッチで描いている。
2011年にテレビ朝日系列でテレビドラマ化された。

## テレビドラマ
『「棘の街 刑事 上條元」〜白骨死体は初恋の人の愛息！母親失格！帰郷刑事待つ同窓生の暗い秘密』は、テレビ朝日系列の2時間ドラマ『土曜ワイド劇場』（毎週土曜日21:00 - 22:51、JST）で2011年6月18日に放送された。主演は仲村トオル。視聴率は14.3%。

### キャスト
上條 元
演 - 仲村トオル
千葉県警北嶺（きたみね）署刑事。一匹狼で捜査を行う。報道カメラマンとして世界中を飛び回り母親の死に目に間に合わなかった父親を恨み続け、高校卒業時に北嶺の街を去り警察官となる。しかし、妻が息子の出産時に死亡し、捜査で出産はおろか妻の最期にも立ち会えず、妻の両親の言うがまま、生まれたばかりの我が子を妻の実家の養子に出してしまう。その悔しさから逃れるため刑事の仕事に打ち込む。
上杉 朋絵
演 - 有森也実（高校時代：望月美寿々）
上條のかつての恋人。
上杉 光良
演 - 大和田健介
朋絵の息子。1年前何者かに誘拐され、上條のミスで事件から1年後に遺体で発見される。
児玉 正春
演 - 浅利陽介
バー「オールナイト」で暴行を受け記憶喪失となる。上條に助けを求める。
関谷 研
演 - 六角精児
上條の高校時代の同級生。医師。
大田黒
演 - 渡辺いっけい
北嶺署警部。上條の同期。
紅林
演 - 西岡德馬
北嶺署刑事課長。
萩原 明浄
演 - 森本レオ
バー「オールナイト」のマスター。バーは上條の父親が報道カメラマンの仕事を辞めて開業したものであり、萩原はそこの常連客だったが、上條の父親の死去に伴い店ごと引き継ぐ。
小野里 康永
演 - 杉本哲太
北嶺観光社長。上條の高校時代の同級生。本業はヤクザであり、北嶺の町の表裏に顔が利く。
嶋本
演 - 大河内浩
北嶺署刑事。
挙動不審者
演 - 木下ほうか
本屋の店主
演 - 温水洋一
伊刈真人
演 - 石田卓也
薬物密売のチームリーダー。
小野里の側近
演 - 稲健二、加藤善丈
児玉幸一
演 - 勝部演之
正春の養父で上條の亡き妻の父。
小野里の若衆
演 - 市原朋彦
伊刈の客になりすます。
その他
渡辺航、須田邦裕、末広透、広瀬友祐、北村友彦、三浦圭祐、近江翔吾、岩下譲二、下垣内大介

### スタッフ
- 脚本 - 渡邉睦月、八津弘幸
- 監督 - 内片輝
- 技術協力 - フォーチュン
- 照明協力 - ハートス
- 美術協力 - アイ・アール、思巧堂
- ポスプロ - ビデオスタッフ
- アクション協力 - 倉田プロモーション
- 劇中写真 - 今津秀邦
- 車輌協力 - トライアンフ・ジャパン、国際自動車商会
- ロケ協力 - NPO法人パートナーシップきさらづ、木旺舎
- プロデュース - 森山浩一、安井一成、小橋智子、黒沢淳
- 製作 - ABC、テレパック